# ريك براينت
ريك براينت (بالإنجليزية: Rick Bryant)‏ هو مغني وكاتب أغاني نيوزيلندي، ولد في 1948.